# Planina, Ljubno
Planina je naselje v Občini Ljubno.